# فلیکس سلیر
فلیکس سلیر (انگلیسی: Félix Sellier; ۲ ژانویهٔ ۱۸۹۳ – ۱۶ آوریل ۱۹۶۵) دوچرخه‌سوار اهل بلژیک بود.